# Xã Warriors Mark, Quận Huntingdon, Pennsylvania
Xã Warriors Mark (tiếng Anh: Warriors Mark Township) là một xã thuộc quận Huntingdon, tiểu bang Pennsylvania, Hoa Kỳ. Năm 2010, dân số của xã này là 1.796 người.